# Noel Felix
Noel Felix (nacido el 4 de octubre de 1981) es un jugador profesional de baloncesto estadounidense que pertenece a la plantilla de los Caciques de Humacao de la BSN. También posee la nacionalidad de Belice, un pequeño país de Centroamérica.
A nivel universitario jugó en la Universidad de Fresno State. Fue nombrado el mejor jugador defensivo del año en la Asociación Continental de Basketball durante la temporada 2004-05.